# Convención de Montreux
La Convención de Montreux sobre el paso por los Estrechos es un acuerdo internacional firmado en 1936, por el que el Reino Unido transfiere a Turquía la soberanía sobre los estrechos del Bósforo y los Dardanelos y regula el tránsito de buques de guerra de otros Estados a través de los mismos. Turquía recuperó el pleno control sobre los estrechos, perdido en 1918 tras la I Guerra Mundial en favor del Reino Unido, a cambio de garantizar el libre tránsito de buques civiles durante tiempos de paz. Sin embargo el paso de buques de Estados no ribereños del mar Negro está restringido. Los términos de la convención han sido objeto de controversia desde el momento de su firma, especialmente durante la presencia naval de buques militares de la Unión Soviética en el mar Mediterráneo. 
La firma de la Convención de Montreux, realizada en la localidad de Montreux (Suiza) el 20 de julio de 1936, permitió además la remilitarización de los estrechos por parte de Turquía, poniendo fin a la zona desmilitarizada en las riberas del Bósforo que creaba el Armisticio de Mudros tras la Primera Guerra Mundial. La Convención comenzó a tener vigencia el 9 de noviembre de 1936 y fue registrada en la Serie de Tratados de la Sociedad de Naciones el 11 de diciembre de 1936. La Convención de Montreux permanece en vigor hasta el día de hoy, con algunas enmiendas.

## Contexto
La Convención de Montreux fue uno de los múltiples acuerdos internacionales firmados a lo largo de los siglos XIX y XX relacionados con la llamada "Cuestión de los Estrechos" bajo la cual se discutía quién debía controlar este estratégico paso marítimo que conecta el mar Negro con en el Mediterráneo. En 1923 la Sociedad de Naciones decidió desmilitarizar los Dardanelos y abrir los estrechos al tráfico naval civil y militar, bajo la supervisión de la Comisión Internacional sobre Estrechos de la Sociedad de Naciones.
A finales de la década de 1930, la situación geopolítica del Mediterráneo se había alterado tras es ascenso del Fascismo en Italia, país que controlaba las islas del Dodecaneso, situadas frente a la costa de la costa de Turquía, construyendo además fortificaciones en las islas de Rodas, Leros y Kos. Turquía temió entonces que Italia quisiera tratar de aprovechar el libre acceso a través de los Estrechos para expandir su influencia en Anatolia y la región del Mar Negro. Posibilidad que podría motivar un rearme de Rumanía. Aunque en ese momento Turquía tenía prohibido la fortificación de posiciones en torno a los Estrechos, lo hizo en secreto.
En abril de 1935 el gobierno de Turquía emitió una extensa nota diplomática a los firmantes del Tratado de Lausana proponiendo una conferencia que debería abordar un nuevo régimen para los Estrechos y pidiendo también a la Sociedad de Naciones autorización para la reconstrucción de las fortificaciones de los Dardanelos. En la nota, el ministro de asuntos exteriores de Turquía, Tevfik Rüştü Aras, argumentaba que la situación internacional había cambiado sustancialmente desde 1923. Europa había avanzado hacia la desmilitarización y la supervisión internacional para defender la estabilidad en los Estrechos. Sin embargo, la Crisis de Abisinia de 1934-35, las denuncias contra Alemania por la violación del Tratado de Versalles, así como el generalizado rearme de todas las naciones significaban a juicio de Turquía que las limitaciones impuestas y el régimen para los Estrechos carecían de sentido en el nuevo contexto político. Rüştü Aras afirmó que "las potencias más directamente implicadas en la cuestión de los Estrechos están proclamando la amenaza de una confrontación general". Las principales deficiencias que Turquía observaba del estatus y régimen de paso por los Estrechos se centraban en el mecanismo de supervisión internacional, el cual era demasiado lento e ineficaz, sin capacidad de tomar medidas de contingencia frente a una amenaza bélica y dejando a su país sin capacidad para defenderse. 
La respuesta a la nota diplomática de Turquía fue por lo general favorable. Australia, Bulgaria, Francia, Alemania, Grecia, Japón, Rumania, la Unión Soviética, el Reino Unido y Yugoslavia aceptaron la petición de Turquía de asistir a las negociaciones que se desarrollaron en Montreux (Suiza) y que comenzaron el 22 de junio de 1936. Dos de las potencias internacionales no asistieron: Italia, cuya política expansionista y militarista había motivado la propia conferencia, declinó la asistencia; así como los Estados Unidos. Ambos rechazaron además el envío de un observador a las negociaciones.
Turquía, Reino Unido y la Unión Soviética formularon sus propias propuestas, las cuales iba dirigidas a proteger sus intereses. Los británicos apostaban por la continuidad de un enfoque relativamente restrictivo, mientras que Turquía pretendía retomar el control sobre los Estrechos y los soviéticos propusieron un régimen que garantizada la absoluta libertad de tránsito. El Reino Unido, apoyados por Francia, pretendían limitar la presencia de la flota soviética en el mar Mediterráneo limitando su acceso a través de los Estrechos, ya que la Armada Soviética se encontraba en una fase de rearme y en caso de conflicto podría poner en peligro las líneas de suministro entre el Reino Unido y sus posesiones en Egipto, la India y el Lejano Oriente. Al final los británicos aceptaron algunas de las exigencias, consiguiendo los soviéticos asegurar que los países ribereños del Mar Negro —incluyendo la propia URSS— tuvieran acceso a través de los Estrechos sin las limitaciones que tenían los países no ribereños. El acuerdo fue ratificado por todos los asistentes a la conferencia en Montreux con la excepción de Alemania, la cual no fue signataria del Tratado de Lausana, y con algunas reservas expresadas por Japón. La Convención empezó a tener vigencia el 9 de noviembre de 1936.
Las concesiones que finalmente realizó el Reino Unido fueron a la postre interpretadas como un intento por evitar que Turquía cayese bajo la influencia de la Alemania nazi o la Italia fascista. Fue la primera de una serie de medidas tomadas por Reino Unido y Francia para asegurar que Turquía permaneciera neutral o incluso favorable a los intereses de las potencias occidentales en caso de un conflicto con las fuerzas del Eje.

## Términos y consecuencias de la Convención
La Convención de Montreux se compone de veintinueve artículos, cuatro anexos y un protocolo. Los artículos 2 a 7 se refieren al tránsito de buques civiles. Los artículos 8 a 22 abordan el tránsito de buques militares. El principio de libertad de paso y navegación se contempla en los artículos 1 y 2. El artículo 1 dispone que "las partes firmanes reconocen y afirman el principio de libertad de paso y navegación marítima en los Estrechos". El artículo número 2 afirma que "en tiempo de paz, los buques mercantes disfrutaran de total libertad de paso y navegación por los Estrechos, de día y de noche, bajo cualquier bandera y con cualquier tipo de carga".
La Comisión Internacional sobre los Estrechos fue abolida, permitiendo a Turquía recuperar el pleno control de los Estrechos, su remilitarización y la fortificación de posiciones en los Dardanelos. Se permitió a Turquía poder cerrar los Estrechos a cualquier navío militar durante tiempos de guerra o cuando el país estuviera bajo amenaza de agresión; además, también se le concedió la posibilidad de rechazar el tránsito de buques mercantes que perteneciesen a países que estuvieran en guerra contra Turquía. La Convención recoge un gran número de restricciones concretas sobre las características de los buques de guerra que tienen la libertad de tránsito por los Estrechos. Los buques militares de países que no sean ribereños del Mar Negro deberán tener un desplazamiento inferior a las 15.000 toneladas. No se permite que más de nueve buques de guerra de países no ribereños, con un desplazamiento conjunto de no más de 30.000 toneladas, se encuentren simultáneamente atravesando los Estrechos. Además los buques de guerra de estos países tienen limitada su presencia en el Mar Negro por un máximo de 21 días.
Aunque repetidamente se menciona que la Convención prohíbe el tránsito de portaaviones por los Estrechos, la realidad es que no hay ninguna prohibición explícita a tal respecto. Sin embargo, los límites referentes al desplazamiento de los buques de guerra que se especifican en el artículo 14, que se aplican a los países no ribereños, imposibilitan de facto la posibilidad de que los portaaviones modernos puedan cruzar los Estrechos sin violar los términos de la Convención.

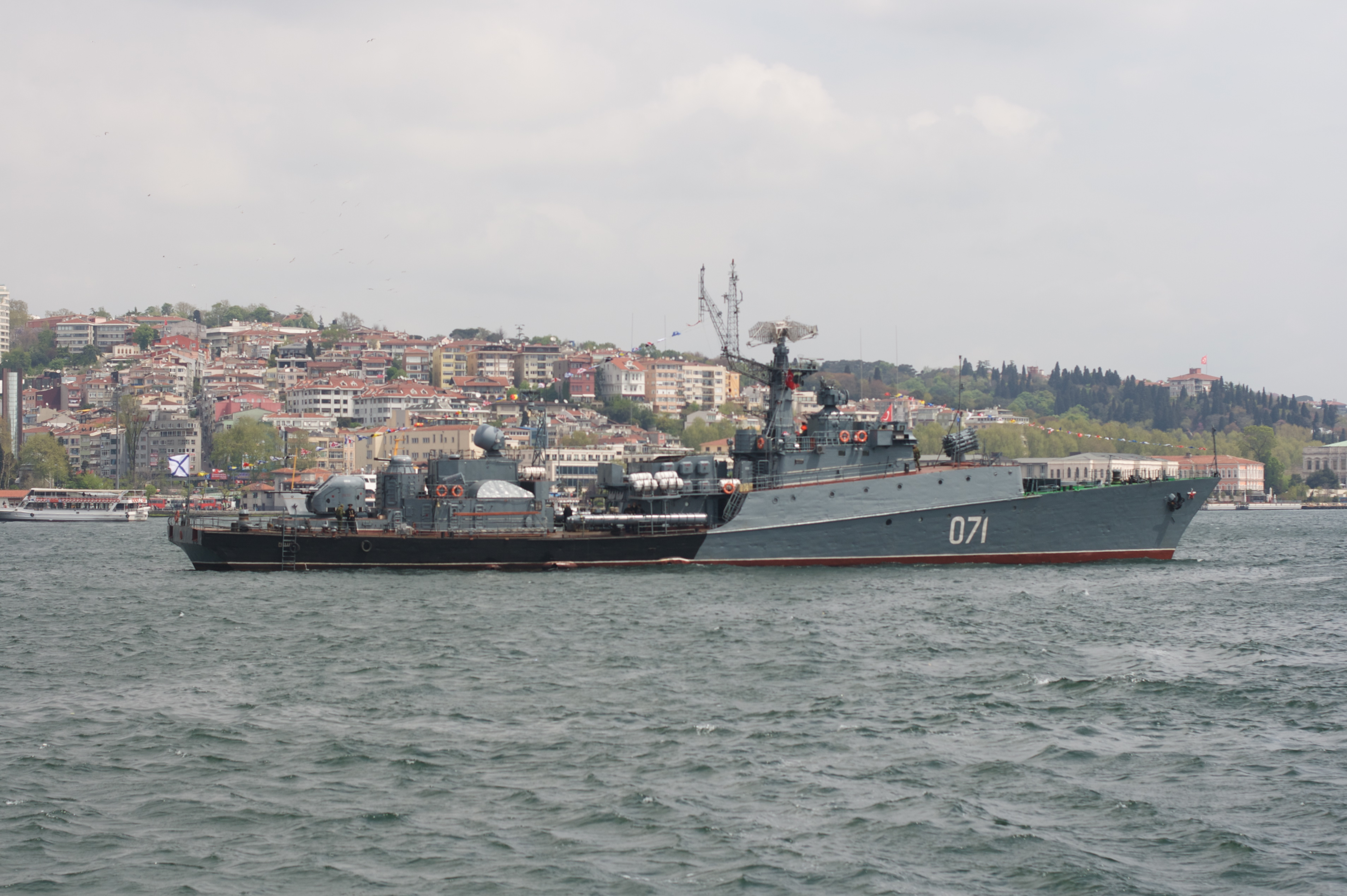
Una corbeta antisubmarina de Rusia de la clase Grisha cruzando los Estrechos Turcos. Al ser un país ribereño del Mar Negro, los buques militares de Rusia gozan de menos limitaciones que el resto de naciones según la Convención de Montreux.

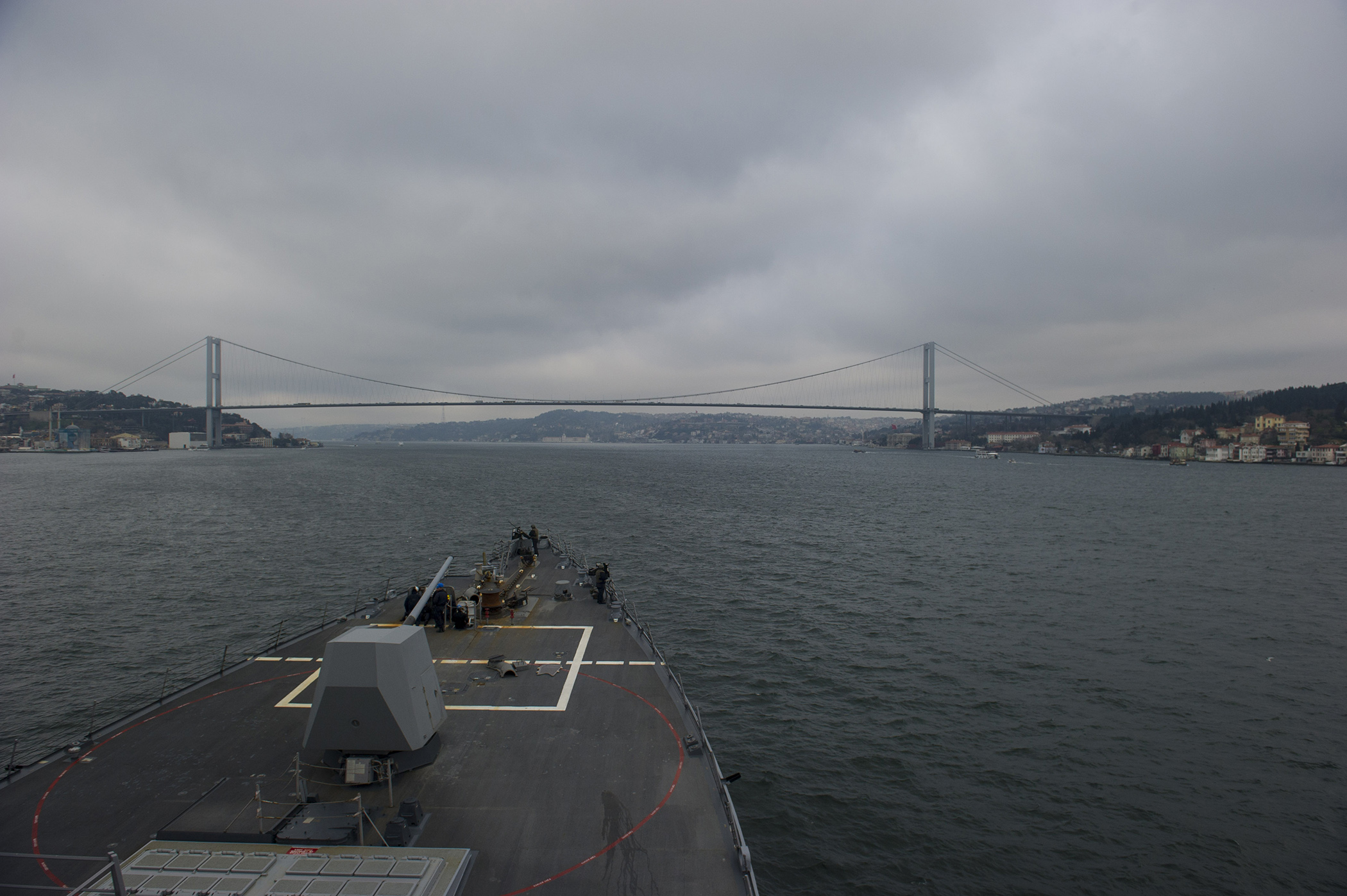
El destructor estadounidense USS Truxtun de la clase Arleigh Burke navega por el Bósforo en marzo de 2014. Según la Convención de Montreux, al tratarse de un buque militar de un país no ribereño del Mar Negro, solo puede permanecer en el mismo un máximo de 21 días.

Por el contrario, los países ribereños del Mar Negro, como la Unión Soviética, sí tienen permitido que sus portaaviones crucen los Estrechos de acuerdo con otros artículos de la Convención. A diferencia de los países no ribereños, la convención de Montreux no prohíbe de manera explícita que los portaaviones de los países del Mar Negro crucen los Estrechos, aunque los límites de tonelaje del artículo 14 se aplican tanto a países ribereños como no ribereños. Sin embargo, bajo el artículo 11, los países del Mar Negro tienen permitido el tránsito de sus buques capital con independencia de su desplazamiento. El anexo II excluye explícitamente a los portaaviones de la definición de buque capital, pero limita la definición de "portaaviones" a aquellos buques militares que han sido diseñado principalmente para transportar y operar aeronaves en el mar y excluye a otro tipo de buques que solo sean capaces de operar aeronaves.
El resultado de las limitaciones a los buques de guerra condicionó el diseño de varios portaaviones, como fue el caso de los portaaviones soviéticos Kiev y Almirante Kuznetsov. Dichos buques fueron diseñados con capacidades adicionales además de las de operar aeronaves y fueron catalogados en la Armada Soviética como "cruceros portaaviones" en lugar de "portaaviones". Con ello consiguieron ajustarse a los términos de la Convención de Montreux y poder navegar por los Estrechos, al tiempo que los términos de la misma Convención imposibilitaban el acceso de portaaviones de la OTAN, los cuales no podían acogerse a la excepción contemplada en el artículo 11.
Bajo el artículo 12, los países ribereños del Mar Negro tienen permitida la navegación de submarinos a través de los Estrechos, bajo la condición de notificación previa y siempre y cuando el tránsito se deba a su recepción por compra y construcción o por reparación fuera del Mar Negro. La existencia de estas restricciones menos laxas a países ribereños se interpretó como una concesión a la Unión Soviética, el único país además de Turquía con un número significativo de buques de guerra con gran desplazamiento o submarinos. El tránsito de aeronaves civiles entre el Mediterráneo y el Mar Negro está permitido, pero solo a través de rutas de navegación aérea autorizadas por el gobierno de Turquía.
Los términos y condiciones de la Convención de Montreux fueron en gran medida reflejo de la situación internacional a mediados de la década de 1930. Se aceptaron buena parte de las aspiraciones de turcos y soviéticos, permitiendo a Turquía recuperar el control militar de los Estrechos al tiempo que la Unión Soviética se aseguraba el dominio naval del Mar Negro. Aunque la Convención limitaba a los soviéticos la capacidad de mandar una fuerza naval al Mediterráneo –lo cual rebajaba la preocupación del Reino Unido sobre la amenaza soviética a sus líneas de suministro y su esfera de influencia– también aseguraba que las potencias occidentales no podrían hacer uso de los Estrechos para amenazar a la Unión Soviética y su dominio del Mar Negro. Todas estas limitaciones tuvieron una importante repercusión durante la Segunda Guerra Mundial, impidiendo a las fuerzas del Eje mandar fuerzas a través de los Estrechos hacia el frente oriental. Las potencias del Eje tuvieron severas limitaciones a la hora de desplegar una fuerza naval durante el transcurso de las campañas del Mar Negro entre 1941 y 1944, disponiendo básicamente de buques de poco tonelaje que fueron desplazados hasta el teatro de operaciones por ferrocarril y vías fluviales. Durante el conflicto mundial hubo discrepancias en cuanto a la aplicación de los términos de la Convención de Montreux, en especial con la existencia de buques auxiliares y buques mercantes armados que cruzaron los Estrechos, siendo un punto de fricción entre los Aliados y Turquía. Como resultado del tránsito por los Estrechos de numerosos buques auxiliares bajo bandera alemana en junio de 1944 se produjeron protestas diplomáticas desde Moscú y Londres para que el gobierno de Turquía prohibiera el tránsito de buques "sospechosos" de los países del Eje.

## Desarrollo de la Convención hasta la actualidad
La Convención de Montreux permanece en vigor hasta día de hoy, con algunas enmiendas pero no sin controversia. La Unión Soviética cuestionó en varias ocasiones los términos de la Convención durante la Segunda Guerra Mundial y la Guerra Fría. A principios de 1939, Iósif Stalin buscó reabrir el debate en torno a la Cuestión de los Estrechos con la proposición de un control conjunto turco-soviético. Después de la firma del Pacto Mólotov-Ribbentrop entre la Unión Soviética y la Alemania Nazi, el ministro de asuntos exteriores soviético Viacheslav Mólotov informó a su homólogo alemán que la URSS deseaba tener el control militar de los Estrechos y establecer una base militar en la zona. La URSS volvió a discutir los términos de la Convención en 1945 y 1946, demandando la creación de una nueva conferencia internacional bajo la pretensión de establecer una presencia militar permanente y un control conjunto de los Estrechos. Esta petición fue rechazada de plano por Turquía. Durante varios años tras el fin de la Segunda Guerra Mundial, la Armada Soviética se aprovechó de las restricciones que la Convención contempla en cuanto a buques de guerra que se encuentran en tránsito simultáneamente, declarando constantemente que siempre había algún navío soviético en los Estrechos, lo cual impedía que otras naciones al margen de Turquía pudieran mandar buques de guerra al Mar Negro. Las presiones que ejerció la URSS para modificar el estatus de la Convención de Montreux desembocó en la llamada Crisis de los Estrechos Turcos que se extendió entre 1946 y 1953 y propició el abandono de la neutralidad de Turquía en favor de su progresivo acercamiento a Occidente y su final ingreso en la OTAN. En 1947 Turquía comenzó a recibir ayuda militar y económica de los Estados Unidos bajo la Doctrina Truman e ingresó en la OTAN, junto a Grecia, en 1952.
El tránsito de buques de guerra estadounidenses también ha sido objeto de controversia, en la medida de que los términos de la Convención de Montreux prohíben el tránsito de buques de guerra de Estados no ribereños del Mar Negro que tengan piezas de artillería con un calibre mayor a las 8 pulgadas (203 mm). En la década de 1960, Estados Unidos envió buques de guerra al Mar Negro que estaban equipados con misiles ASROC de 305 milímetros, ocasionando la protesta de la URSS. El gobierno de Turquía rechazó las quejas de los soviéticos, argumentando que los misiles no podían entenderse como piezas de artillería y que ese tipo de armamento no existía cuando se redactaron los términos de la Convención, por lo cual no podía interpretarse que existieran restricciones.
En 1982 se añadió una enmienda a la Convención de Montreux que permitía a Turquía el cierra de los Estrechos a su entera discreción, tanto en tiempos de paz como durante periodos bélicos.
La Convención de las Naciones Unidas sobre el Derecho del Mar (CONVEMAR), que entró en vigencia en noviembre de 1994, ha suscitado peticiones para que se revise los términos de la Convención de Montreux para que se adapten y sea compatible con el régimen de la CONVEMAR de navegación internacional. Sin embargo, Turquía ha rechazado ser signatario de la CONVEMAR, lo que significa que la Convención de Montreux sigue vigente sin estar sujeta a modificaciones.

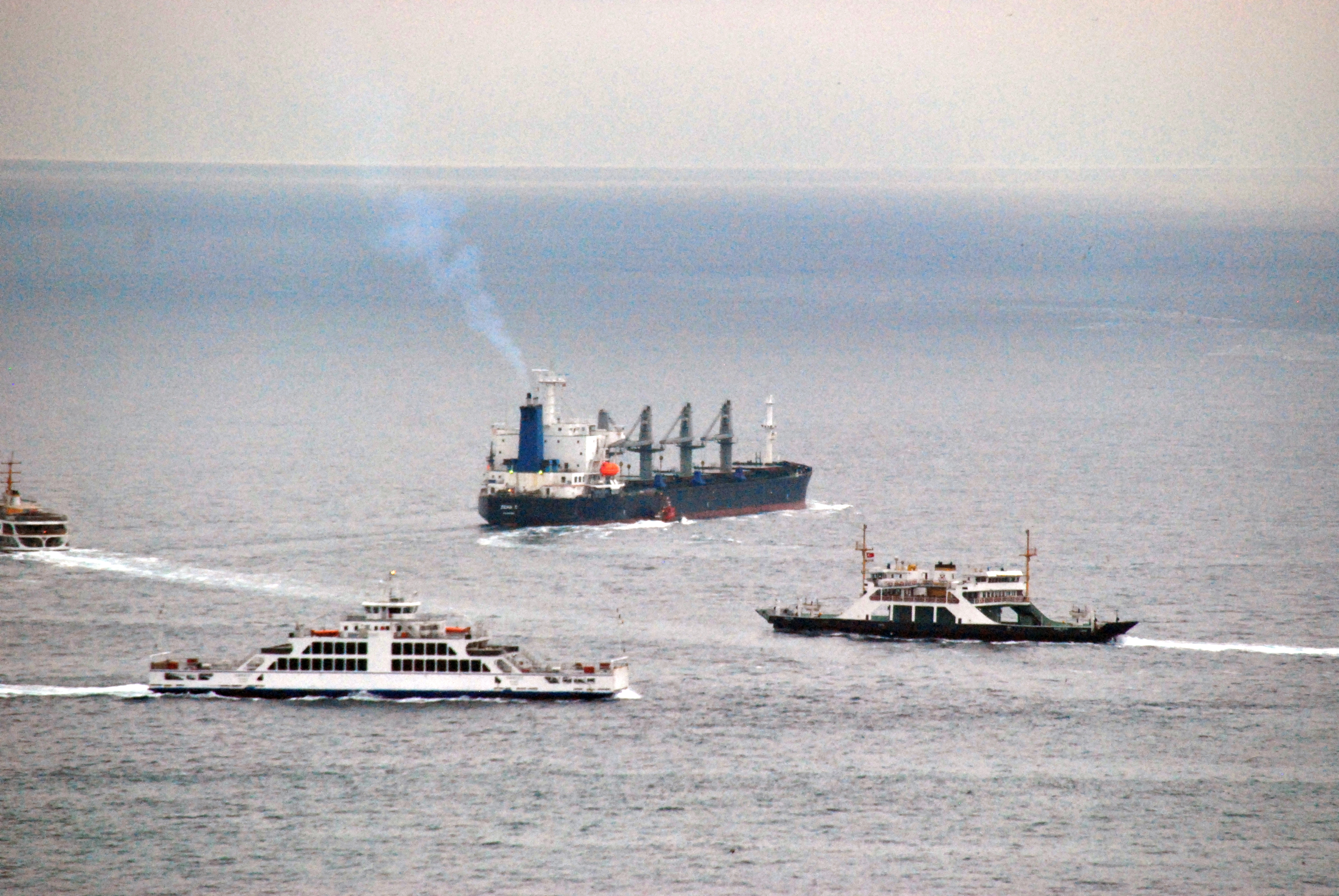
Pesados buques de carga, incluyendo petroleros, se cruzan diariamente con rápidos transbordadores de pasajeros que operan entre las dos orillas del Estrecho del Bósforo.

La seguridad para los buques que navegan a través del Bósforo y los Dardanelos se ha convertido en la mayor preocupación en décadas recientes, a raíz del rápido aumento en el tráfico marítimo mundial. El número de buques que atraviesan anualmente los Estrechos pasó de 4.500 en 1934, década en la que se firmó la Convención de Montreux, a 49.304 en 1998. Este aumento en el tráfico marítimo, además de suponer mayores riesgos para la integridad de los buques, supone un mayor riesgo de producirse una catástrofe medioambiental. El estrecho del Bósforo divide en dos a la ciudad de Estambul, una urbe con más de 11 millones de personas viviendo en las cercanías de esta importante vía marítima, lo que añadiría un peligro para la salud pública en el caso de producirse una catástrofe medioambiental. Sin embargo, la Convención de Montreux no contempla ningún tipo de regulación del tráfico marítimo enfocado a la seguridad y la protección medioambiental. En enero de 1994, el gobierno de Turquía aprobó unas "Regulaciones del Tráfico Marítimo para los Estrechos Turcos y la Región de Mármara". El texto legal introdujo un nuevo régimen regulatorio "con el fin de garantizar la seguridad de la navegación, personas y bienes, así como proteger el medio-ambiente de la región" pero sin suponer una violación del principio de libertad de tránsito contemplada en la Convención de Montreux. La nueva regulación adoptada por Turquía provocó cierta controversia con Rusia, Grecia, Chipre, Rumania, Ucrania y Bulgaria, que presentaron objeciones. Sin embargo, las regulaciones recibieron el visto bueno de la Organización Marítima Internacional sobre la base de que no estaban destinadas a perjudicar los derechos de ningún buque. Las regulaciones adoptadas por el gobierno de Turquía fueron revisadas en noviembre de 1998 para satisfacer las preocupaciones de Rusia.